# Dienis Czeriejski
Dienis Igoriewicz Czeriejski (ros. Денис Игоревич Черейский; ur. 26 stycznia 1995 w Petersburgu) – rosyjski siatkarz, grający na pozycji środkowego. 

## Sukcesy klubowe
Mistrzostwo Rosji:
- 2018

## Sukcesy reprezentacyjne
Mistrzostwa Świata U-23:
- 2017